# 芭堤雅展覽會議廳
隸屬泰國芭堤雅皇家克裏夫度假村，是一座集多功能為一體的會展中心。作爲泰國最大，最現代化的幾個會展中心之一，Peach 成功舉辦了許多大型會議，包含政治會談以及節日娛樂方面。

## 歷史
皇家克裏夫度假村承辦了許多重要會議，從1991年柬埔寨和平談判到1997年泰國新憲法的起草。隨著泰國會展業（會議，獎勵旅遊，會展，展覽）的迅速發展，芭堤雅逐漸成爲一個熱門的會展目的地。度假村于1999年決定興建芭堤雅展覽會議廳( PEACH) ，一年后樞密院大臣炳廷素拉暖將軍閣下正式批准。

## 特色
芭堤雅展覽會議廳( PEACH) 由低6層樓組成，鳥瞰暹邏灣。2008年初，皇家克裏夫度假村決定擴建PEACH主會場，由之前的4,851平米增加到7,000 平米, 整座PEACH可以使用的面積則為13,813平米，可以容納劇院式8,000人，宴會式3,640人同時開會。主會場還可劃分為4個大分會場或者9個小分會場。除此之外，PEACH還提供18間小型會議室，面積從平米42平米到288平米不等。

## 主要承辦的活動

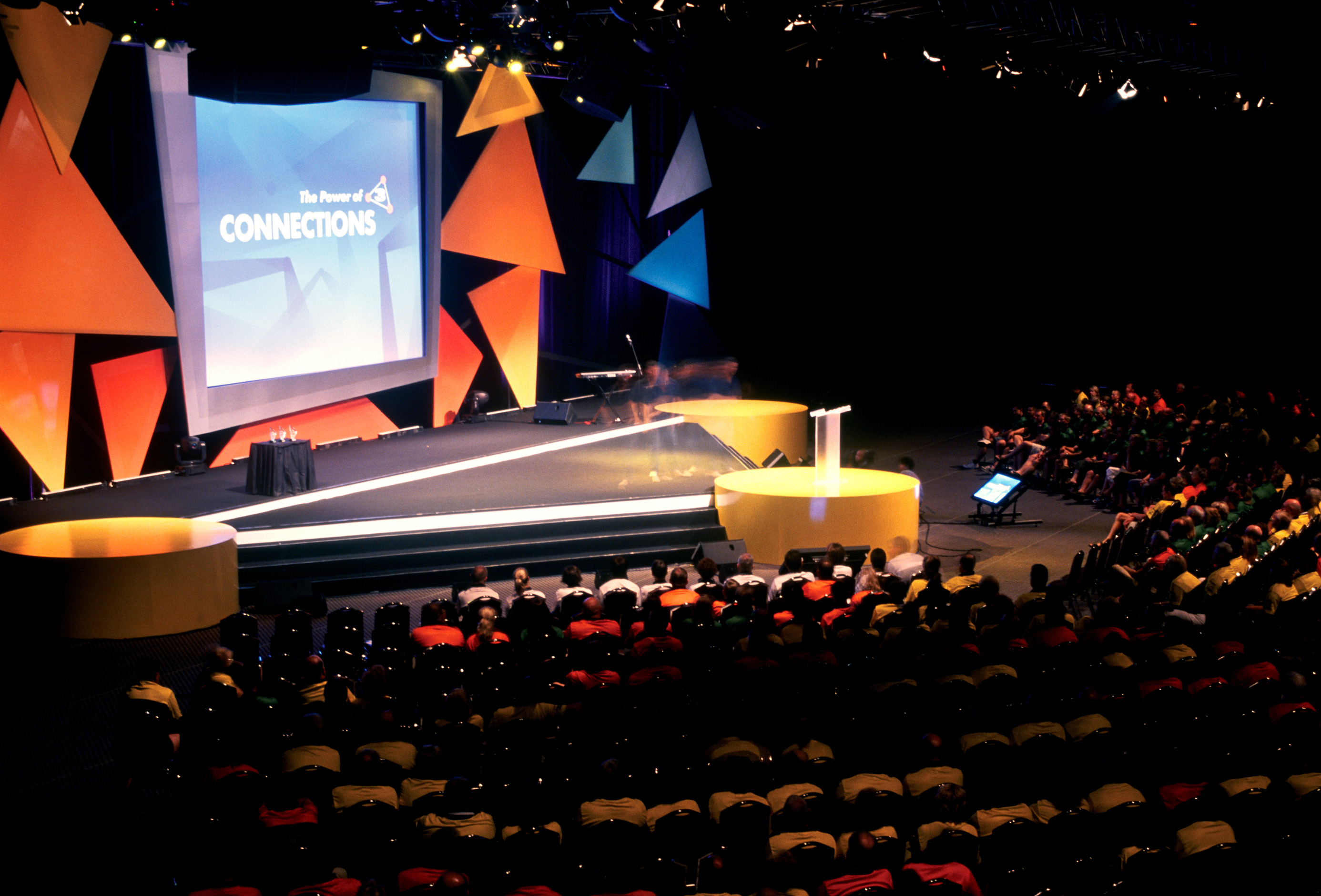
Conference at PEACH

- 15th ASIAN CONGRESS OF CARDIOLOGY 2004
- SIXTH GENERAL ASSEMBLY OF Association of Asian Parliaments for Peace (AAPP) 2005[1]
- 55TH ANNUAL CONFERENCE OF Pacific Asia Travel Association (PAC 06) 2006
- 67TH SKÅL WORLD CONGRESS 2006[2]
- 35TH WORLD CONGRESS OF The International College of Surgeons 2006
- ICCA CONGRESS AND EXHIBITION 2007[3]
- 15th ACA 2007- THE 15th ASIAN CONGRESS OF ANESTHESIOLOGISTS 2007
- 1ST GLOBAL INDUSTRY LEADERS' FORUM 2008
- Lions Clubs International DGE SEMINAR 2008
- Toyota Motor (THAILAND) 2008
- MONEY EXPO Pattaya 2009[4]
- ASEAN SUMMIT 2009[5]

## 外部連結
- Pattaya Exhibition and Convention Hall （页面存档备份，存于）
- Pattaya MICE